# Stenocorus insitivus
Вузькотіл кавказький (лат. Stenocorus insitivus (Linnaeus, 1758)) — вид жуків з родини Скрипунових. В Україні Вузькотіл кавказький розповсюджений лише у Кримських Горах.